# 樹崎聖
樹崎 聖（きさき たかし、1965年2月1日 - ）は、日本の漫画家。兵庫県西宮市出身。大阪芸術大学デザイン科卒業。漫画元気発動計画主宰。
1987年にホップ☆ステップ賞に入選した『ff（フォルテシモ）』が『週刊少年ジャンプ』（集英社）に掲載されデビュー。同年に同誌で開始した『ハードラック』で連載デビューした。

## 来歴
1987年、『ff（フォルテシモ）』が『週刊少年ジャンプ』（集英社）の4月期第26回ホップ☆ステップ賞に満点で入選し、『週刊少年ジャンプ』でデビュー。
『ハードラック』『とびっきり!』を『週刊少年ジャンプ』で連載。
その後ジャンプ増刊に掲載された読み切りを2冊の短編集として出版、『少年ジャンプ増刊』で『TACHYON FINK』を連載。『週刊少年ジャンプ』に掲載された『風と踊れ-バロン西物語-』は少年ジャンプ史上最長の読みきりとなった。
1996年、青年誌に移り、『スーパージャンプ』で『交通事故鑑定人 環倫一郎』を2001年まで連載。
連載終了後にはハリウッドでの実写ドラマ化の話があり、主演や契約内容に合意し、あとは契約書にサインをすればというところまでいったが実現しなかった事を2011年に原作者の梶研吾と共にネット配信のトーク番組『漫画元気発動計画』第0回で語っている。
2005年、一時期30歳以上の作家は新規に使わないという方針のあった『少年ジャンプ』に対し、編集長茨木政彦から「『ジャンプ』は面白ければ何でもあり」の言葉を引き出し、『週刊少年ジャンプ』に読切『FALLEN』が掲載された。その後の掲載はなかったが、一度『ジャンプ』を離れた漫画家が出戻るのは新人至上主義と専属契約制度を持つ『ジャンプ』では稀有な例であり、『ジャンプ』を離れて他誌に移籍した漫画家たちが再び『ジャンプ』誌に凱旋することができる事実を証明することとなり、島袋光年の『トリコ』でのジャンプ復帰にもつながった。
「『ジャンプ』は面白ければ何でもあり」の言葉は後に『バクマン』で佐々木尚編集長の言葉として引用されている。
その後東京デザイナー学院にて非常勤講師を2年間務める。
2009年、『月刊アフタヌーン』（講談社）に長編読み切りシリーズ『ZOMBIEMEN』を岡エリと共同執筆。
2009年、講師経験を元に執筆された『10年メシが食える漫画入門 悪魔の脚本 魔法のデッサン』が『Amazon』『楽天』の新書部門で1位となる。2011年には続編『10年大盛りメシが食える漫画家入門』がアース・スターエンターテイメントから発行された。
2010年12月6日の株式会社Jコミ設立準備記者会見において、Jコミβ2テスト公開作品として、交通事故鑑定人 環倫一郎コミックス全18巻のPDFファイル形式での無料配布を発表、2011年1月25日から無料配布され、1ヶ月で37万ダウンロードを記録、後に150万ビューを記録した。
2011年には交通事故鑑定人 環倫一郎が実写3Dドラマ化された。
活動家としての一面もあり、東京都青少年健全育成条例問題の反対運動に参加。ホームページに抗議文を掲載し、なかのZEROでの集会では漫画家の本質、本性から創作の自由の必要性を訴えた。
年2回、150人近い漫画家と編集者の集まる『漫画家出版関係者オフ会』の主催者をライターの山崎龍と共に務め、その繋がりからWEB漫画における漫画の可能性を探るプロ漫画家による漫画家任意団体漫画元気発動計画を結成、代表となる。2015年までに37本のモーションコミックの制作の指揮をとり、多くの作品で監督を務め、ニコ生番組MANGA姉っくす！、ネットラジオ漫画元気発動計画！では多くの漫画家をゲストに招聘し、MCを務めた。
2012年、漫画家育成を目的とするNPO法人トキワ荘プロジェクトによる『マンガで食えない人の壁』にインタビューを掲載。また、全国各地の専門学校他で漫画の技術や漫画界の問題点について講演を行っている。
自動車や自転車（MTB）の雑誌や本でイラストレーターとしても活動している。
2015年、アメリカ・カンザス州のNaka-konで講演と原画展を開催、モーションコミックDomixが招待上映された。
2016年、漫画演出指南本『カタルシスプラン』、リニューアルとなる『10年メシが食える漫画家入門R』が同時刊行され、Amazonのコミック・アニメ研究本、デッサン部門でそれぞれベストセラー1位となった。
克・亜樹の大学での後輩にあたり、在学中にはアシスタントを務めた事もある。

## 略歴
- 1987年 - 『週刊少年ジャンプ』の月例新人賞で入選受賞作となった『ff（フォルテシモ）』でデビュー。同年、『週刊少年ジャンプ』で『ハードラック』を連載（ - 1988年）。
- 1989年 - 『週刊少年ジャンプ』で『とびっきり!』の連載を開始（ - 1990年）。
- 1993年 - 『少年ジャンプ増刊』で『タキオン・フィンク』の連載を開始。
- 1994年 - 『週刊少年ジャンプ』に『週刊ジャンプ』史上最長となる一気掲載読切『風と踊れ!』が掲載。
- 1996年 - 『スーパージャンプ』で『交通事故鑑定人 環倫一郎』（原作・梶研吾）の連載を開始（ - 2001年）。
- 2002年 - 『交通事故鑑定人 環倫一郎』の続編『R2』の連載を開始（ - 2003年）。
- 2005年 - 『週刊少年ジャンプ』に『FALLEN』が掲載。
- 2006年 - 東京デザイナー学院マンガ科で講師を務める（ - 2008年）。
- 2008年 - 『Ohスーパージャンプ』に『PEDAL』を掲載。
- 2008年 - 『月刊アフタヌーン』に長編読み切りシリーズ『ZOMBIEMEN』を岡エリと共同執筆開始。不定期連載。
- 2009年 - 『アフタヌーン新書』より『10年メシが食える漫画家入門』を発行。
- 2011年 - Ｊコミのβ2テスト配信に『交通事故鑑定人環倫一郎』で参加。
- 2011年 - 『アース・スターエンターテイメント』より『10年大盛りメシが食える漫画家入門』を発行。
- 2011年 - ネット配信のトーク番組『漫画元気発動計画』のβテスト第０回に梶研吾と共にゲスト出演。後に番組の黒幕であることを発表。
- 2013年 - 漫画元気発動計画のネット番組「鈴木茉美と守屋ユウの漫元姉っくす！」を制作、準レギュラー出演。
- 2013年 - 漫画元気発動計画のDomix作品の多数で、監督演出を務める。
- 2013年 - 漫画元気発動計画のDomix作品「覇王の船」では監督だけでなく音楽も制作した。
- 2013年 - ネット番組「漫元姉っくす！」が拡大リニューアルして「MANGA姉っくす！」となり番組制作プロデューサー就任。MCとしてもレギュラーに。
- 2014年 - 漫画空間二号店となる高円寺店の出店に協力。店長推薦、ネットの宣伝番組制作を務める。
- 2014年 - 漫画元気発動計画のDomix作品「ZOMBIEMENエカテリナ」においてボイストランスフォーマーを用い、全役の声優を務める。
- 2015年 - アメリカ・カンザスシティのアニメコンベンションNaka-konにて４講演、及び原画展、モーションコミック上映を行う。
- 2015年 - トキワ荘プロジェクトにその名を冠したアパート「樹崎荘」が誕生。漫画家志望者限定の住居者のメンターに着任。
- 2016年 - 『カタルシスプラン』『10年メシが食える漫画家入門R』二冊の漫画指南本同時刊行。
- 2016年 - 『10年大盛りメシが食える漫画家入門ふりかけ付き』刊行。

## 作品リスト
- ff〜フォルテシモ
- Kazz
- HARD LUCKハードラック
- TEENAGE BOMB!
- とびっきり!
- 疾風‐はやて
- ガンバロォ!
- ガンバロォ!高校編
- TACHYON FINK
- 風と踊れ!
- The Autificial Angel
- 交通事故鑑定人 環倫一郎
- EUNOS
- 地平は空へ落ちている
- NO GRAVITY　ノーグラッ！
- R2 -TRAFFIC ACCIDENTS FILE-
- FALLEN フォールン
- ROADSTAR
- ZOMBIEMEN ゾンビメン
- 10年メシが食える漫画家入門 悪魔の脚本 魔法のデッサン
- 10年恋せる車選び入門～ABCなら俺に訊け～
- 廃線敗戦記　北海道の廃線跡をめぐる旅
- 10年大盛りメシが食える漫画家入門
- ZOMBIEMEN ゾンビメン エカテリナ

## 関連人物

### 師匠
- 克・亜樹
- 次原隆二
- 日野日出志

萩原一至、宮下あきら、にわのまことのアシスタントも短期経験。

### アシスタント
- 光原伸
- やぶのてんや
- 松本大治

短期（助っ人）
- 岡野剛
- 和月伸宏
- 浅美裕子
- 小畑健
- 坂本眞一